# Nano Letters
Nano Letters (nach ISO 4-Standard in Literaturzitaten mit Nano Lett. abgekürzt) ist eine wissenschaftliche Fachzeitschrift, die von der American Chemical Society veröffentlicht wird. Die Zeitschrift wurde 2001 gegründet und erscheint derzeit zweimal im Monat. Es werden Artikel veröffentlicht, die sich mit Fragen der Nanotechnologie beschäftigen.
Der Impact Factor lag im Jahr 2020 bei 11,189. Nach der Statistik des Web of Science wird das Journal mit diesem Impact Factor in der Kategorie Multidisziplinäre Chemie an 20. Stelle von 178 Zeitschriften, in der Kategorie Nanowissenschaft & -technologie an 15. Stelle von 106 Zeitschriften, in der Kategorie multidisziplinäre Materialwissenschaft an 32. Stelle von 334 Zeitschriften, in der Kategorie physikalische Chemie an 22. Stelle von 162 Zeitschriften und in der Kategorie angewandte Physik an 15. Stelle von 106 Zeitschriften geführt.